# مک استنگلر
مک استنگلر (انگلیسی: Mack Stengler؛ ۳۱ ژوئیهٔ ۱۸۹۵ – ۲۷ مهٔ ۱۹۶۲) یک فیلم‌بردار اهل ایالات متحده آمریکا بود.
وی فیلم‌بردار فیلم‌هایی همچون کیت کارسون، پیریت و قانون جنگل بوده است.